# Matchbook Romance
Matchbook Romance fue una banda de post-hardcore y rock alternativo fundada en 1997 en Poughkeepsie, Nueva York por Andrew Jordan, Ryan DePaolo, Ryan Kienle y Aaron Stern. En el 2007, tras 10 años en los escenarios y los estudios de grabación, la banda anunció en su MySpace que se desintegraba, para luego volver el 2009 con los mismos miembros, luego para dejar todos sus proyectos.

## Historia
El vocalista de la banda y segunda guitarra Andrew Jordan y el bajista Ryan Kienle habían tocado juntos en la banda de Punk Rock de la localidad de Poughkeepsie Fizzle Wink. Más tarde, con el nombre de The Getaway, fueron contratados por Epitaph Records después de que el dueño del sello, Brett Gurewitz, escuchara la canción "Ex Marks The Spot" vía Punknews.org. Debido a razones de índole legal (ya existe una banda canadiense con el nombre The Getaway), se vieron obligados a modificar su nombre, por lo cual decidieron cambiarlo por el de Matchbook Romance. El nombre viene a raíz de una tradición de los años treinta y cuarenta, donde las personas escribirían su dirección sobre libritos de cerillas y lo entregaban a su pretendiente. 
A comienzos del 2003 Epitaph lanzó al mercado el primer EP de la banda titulado West for Wishing,así como su primer disco LP, Stories and Alibis, en septiembre del mismo año. La banda también tomó parte en un 2 en 1 de cuatro canciones junto a a banda Motion City Soundtrack en el cual se encontraban las versiones acústicas de las canciones, "Playing for Keeps" y  "In Transit for You". En otoño del 2003, Matchbook Romance encabezó una gira por los Estados Unidos y apareció en la portada de la revista Alternative Press.
En el 2006 para la grabación de su segundo álbum, Voices, la banda decidió cambiar su sonido y alejarse de lo que originalmente los había hecho conocidos. Su sencillo "Monsters" figuró en los videojuegos Madden NFL 07, Arena Football: Road to Glory, y Guitar Hero III: Legends of Rock. 
El 12 de marzo de 2007, luego de 10 años de carrera, la banda anunció a sus fanes mediante su página en MySpace que se separaban por tiempo indefinido. Andrew Jordan y el bajista, Ryan Kienle  empezaron a trabajar en un nuevo proyecto con nueva música la cual se esperaba fuera lanzada a finales del 2007. Hasta ahora no se tienen mayores noticias respecto al proyecto. El baterista Aaron Stern se unió a la banda God or Julie y reemplazó a Mark O'Connell de Taking Back Sunday para la gira  Projekt Revolution durante el verano de 2007, para finalmente probar suerte en la banda You, Me, and Everyone We Know. El guitarrista principal, Ryan DePaolo inició un nuevo proyecto llamado HILLvalley en diciembre del mismo año.
El 9 de febrero de 2009, rumores publicados en Absolutepunk.net señalaban que la banda pensaba reunirse. A comienzos del año anterior el vocalista Andrew Jordan había escrito en su página de MySpace personal que él se encontraba componiendo y escribiendo para un nuevo álbum. No se confirmó si se refería al tercer álbum de Matchbook Romance o a uno como solista.
El 12 de marzo de 2009, los rumores aumentaron en la web cuando en el MySpace oficial de Matchbook Romance apareció un contador. Éste terminaba a las 00:00 horas del 13 de marzo. Los conciertos para mayo de 2009 se confirmaban en la página el mismo día.
Después de un tiempo, la banda había abandonado los conciertos y las tarimas totalmente, se esperaba que quizás sacaran algún nuevo disco con más canciones que podrían llamar más la atención hacia el grupo (Como era el sueño en común de los integrantes) pero, simplemente de un momento a otro dejaron sus proyectos como inconclusos e incompletos.

## Discografía
| Año  | Álbum              | Discográfica |
| ---- | ------------------ | ------------ |
| 2003 | Stories and Alibis | Epitaph      |
| 2006 | Voices             | Epitaph      |